# دون باس (لاعب كرة قدم أمريكية)
دون باس (بالإنجليزية: Don Bass)‏ هو لاعب كرة قدم أمريكية أمريكي، ولد في 11 مارس 1956 في فورت وورث في الولايات المتحدة، وتوفي في 26 أكتوبر 1989.

## وصلات خارجية
- دون باس على موقع مرجع كرة القدم المحترفة.كوم (الإنجليزية)